# Xã Bolivar, Quận Poinsett, Arkansas
Xã Bolivar (tiếng Anh: Bolivar Township) là một xã thuộc quận Poinsett, tiểu bang Arkansas, Hoa Kỳ. Năm 2010, dân số của xã này là 4.465 người.